# Drogerie

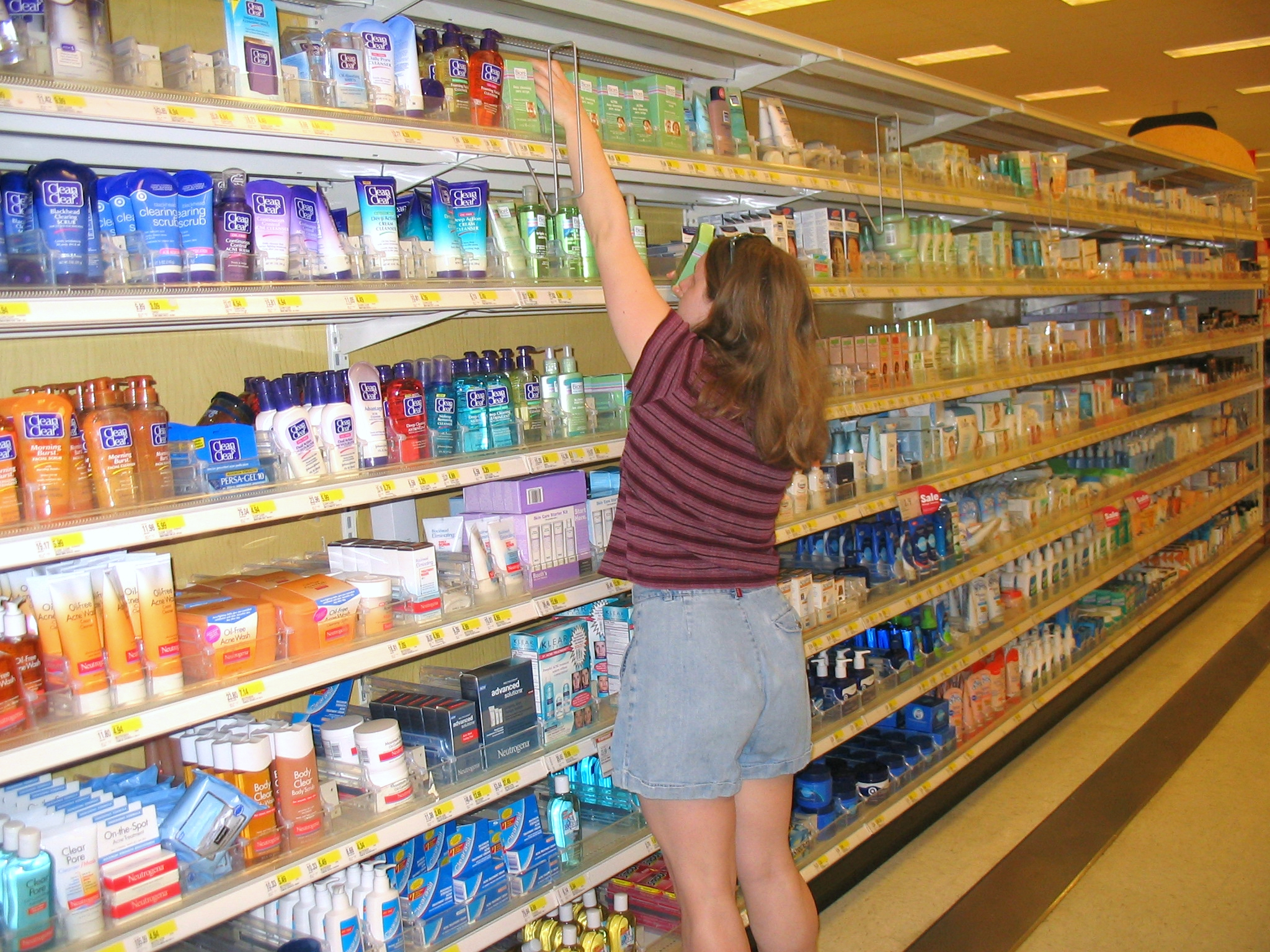
Dermatologické produkty v drogérii

Slovem drogerie (postaru také někdy chemodroga) byl dříve označován obchod s chemikáliemi (drogami).

## Prodejní jednotka
Obchodník v tomto oboru je drogista (po staru též materialista). Dnešní význam slova je ale jiný, vyjadřuje maloobchodní prodejní jednotku s drogistickým sortimentem, jenž obvykle zahrnuje různé druhy chemických prostředků běžně používaných v domácnosti, prací a čisticí prostředky a toaletní potřeby. Drogerie bývají často spojeny s klasickou parfumerií zejména v menších maloobchodních prodejnách, prodávají tedy i kosmetiku a parfémy. 
V současné době se rozšiřuje prodej drogerie přes internet, i když oproti jiným odvětvím prodej drogerie online roste pomaleji, protože zákazníci jsou poměrně konzervativní a chtějí drogistické zboží vidět. 
V minulosti klasický drogistický sortiment také velmi často zahrnoval i chemikálie pro zahrádkáře (umělá hnojiva), barvy, ředidla a laky a také různé potřeby pro fotografii a fotografickou chemii, s nástupem digitální fotografie však tento speciální sortiment z drogistických obchodů již zmizel.